# Pujada a Vilassar de Dalt
La Pujada a Vilassar de Dalt, coneguda també com a Pujada en costa a Sant Genís (en castellà, Carrera en cuesta a San Ginés), fou una pujada de muntanya motociclista que es disputà entre 1950 i 1959 (després d'una edició esparsa el 1932) dins els termes municipals de Premià de Mar i Vilassar de Dalt, al Maresme. Organitzada pel Reial Moto Club de Catalunya (RMCC) el 1932 i recuperada d'ençà de 1950 per la Penya Motorista 10 x Hora, la prova es disputava habitualment a l'agost, hi participaven motocicletes i sidecars i discorria per un tram de poc més de 2 quilòmetres de la carretera que puja de Premià de Mar a Vilassar de Dalt, la BV-5023.

## Característiques

### Recorregut

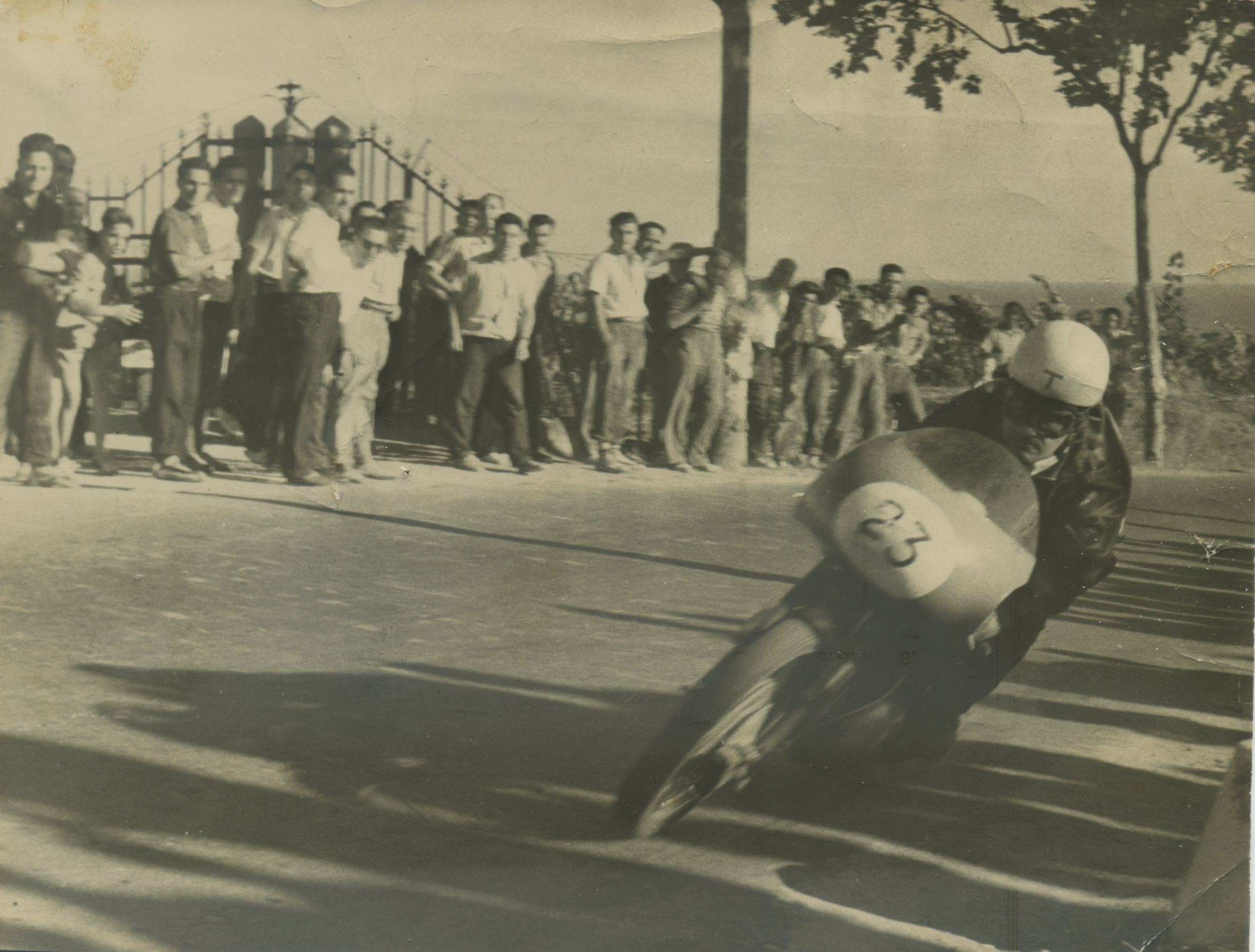
Paco Tombas amb la Derbi 350 el 1957, camí de la victòria

La cursa es disputava en un tram delimitat de la carretera BV-5023, amb la sortida al km 2,700 (a la cruïlla de la carretera amb la Gran Via de Premià de Mar) i l'arribada al km 0,400, poc abans d'entrar al nucli urbà de Vilassar de Dalt. El recorregut total era, doncs, de 2,300 km i es caracteritzava per la seva relativa facilitat: el pendent entre ambdues poblacions és molt lleu i la carretera és gairebé recta, amb uns pocs revolts amples i quasi imperceptibles. Per aquesta raó, a la cursa s'hi aconseguien mitjanes de velocitat elevades.
Cal dir que l'entorn per on discorria la cursa ha canviat molt amb els anys, ja que si actualment està quasi totalment urbanitzat i compta amb infraestructures importants al voltant (com ara l'Illa Fantasia i el pont de l'Autopista del Maresme, C-32, que creua la carretera), durant la dècada de 1950 era tot ell verge i eminentment agrícola. La carretera BV-5023 discorria aleshores per uns paratges inhabitats, envoltada de camps de conreu amb predomini de la vinya, on només s'hi veia alguna masia de tant en tant. La carretera, a més, estava quasi tota ella delimitada per una renglera de plàtans a banda i banda. L'autopista del Maresme, que creua la carretera a mig camí de Premià a Vilassar, no s'inaugurà fins al 1969.

### Categories
La prova admetia dos tipus de vehicles (motocicletes i sidecars). Cada tipus de vehicle estava dividit en diverses categories en funció de la seva cilindrada i preparació: velomotors, "Turisme", "Sport", etc. Més tard, en funció de l'evolució tècnica dels diferents vehicles, se n'hi anaren afegint i eliminant d'altres (escúters, ciclomotors, etc.)

## Palmarès
Font:
| Edició | Any  | Data       | Guanyador       | Moto          | Temps      | Km/h    |
| ------ | ---- | ---------- | --------------- | ------------- | ---------- | ------- |
| I      | 1932 | 28 d'agost | Fernando Aranda | Rudge 500     | 1'16" 1/5  | 108,6   |
| II     | 1950 | 27 d'agost | Ernest Vidal    | Gilera 500    | 1'12" 2/5  | 124,309 |
| III    | 1951 | 26 d'agost | Fernando Aranda | ? 500         | 1'12" 4/10 | 124,309 |
| IV     | 1952 | 23 d'agost | Fernando Aranda | Guzzi 350     | 1'20" 6/10 | 111,662 |
| V      | 1953 | 23 d'agost | Joan Terradas   | Velocette 500 | 1'23" 2/10 | 108,173 |
| VI     | 1954 | 15 d'agost | "Morsa"         | BMW +350      | 1'19"1     | 113,78  |
| VII    | 1955 | 28 d'agost | Joan Terradas   | Rieju 175     | 1'32" 9/10 | 96,878  |
| VIII   | 1956 | 26 d'agost | Jaume Aragonés  | Sanglas +350  | 1'22"      | 109,756 |
| IX     | 1957 | 25 d'agost | Paco Tombas     | Derbi 350     | 1'21"71    | 110,145 |
| X      | 1958 | 4 d'agost  | Paco Tombas     | Derbi 350     | 1'14"21    | 121,55  |
| XI     | 1959 | 3 d'agost  | Jaume Aragonés  | Sanglas 500   | 1'42"5     | 107,78  |

1. ↑  Velocitat mitjana.